# Kia KX7
Der Kia KX7 ist ein SUV von Kia Motors, der bei Dongfeng Yueda Kia Motors nur für den chinesischen Markt hergestellt wurde. Er basiert auf dem (weiterhin nach China importierten) Kia Sorento der dritten Generation.
Optisch unterscheidet er sich vom Sorento vor allem durch die Gestaltung von Scheinwerfer, C-Säule und Heckleuchten. Hinzu kommen ein 8 cm kürzerer Radstand und 5 cm weniger Gesamtlänge. Angeboten wird das Fahrzeug als Fünf- und als Siebensitzer.
Im Vergleich zu den importierten Sorento-Modellen war der KX7 um rund ein Viertel preiswerter.
Der KX7 wurde erstmals Ende 2016 präsentiert. Das für das Jahr 2017 anvisierte Verkaufsziel von 40.000 Einheiten wurde erheblich verfehlt.

## Technische Daten
|              | 2,0 l                                               | 2,0 l mit Turbo                                     | 2,4 l Diesel                                        |
| Motor:       | Vierzylinder-Ottomotor                              | Vierzylinder-Ottomotor                              | Vierzylinder-Dieselmotor                            |
| Hubraum:     | 2,0 Liter                                           | 2,0 Liter                                           | 2,4 Liter                                           |
| Leistung:    | 138 kW (188 PS)                                     | 177 kW (241 PS)                                     | 147 kW (200 PS)                                     |
| Antriebsart: | Hinterradantrieb                                    | Allradantrieb                                       | Allradantrieb                                       |
| Getriebe:    | 6-Gang-Schaltgetriebe oder 6-Gang-Automatikgetriebe | 6-Gang-Schaltgetriebe oder 6-Gang-Automatikgetriebe | 6-Gang-Schaltgetriebe oder 6-Gang-Automatikgetriebe |